# Mansour Al-Thagafi
Mansour Al-Thagafi (arab. منصور الثقفي; ur. 14 stycznia 1979 roku) – saudyjski piłkarz występujący na pozycji obrońcy. Obecnie gra w An-Nassr.

## Kariera klubowa
Mansour Al-Thagafi zawodową karierę rozpoczynał w 2001 roku w An-Nassr. W debiutanckim sezonie zajął z nim 3. miejsce w saudyjskiej ekstraklasie. W klubie tym Al-Thagafi spędził 6 sezonów. W ich trakcie nie osiągał żadnych sukcesów, a jego największym osiągnięciem było właśnie wywalczenie 3. miejsca w ligowej tabeli, na którym Al-Nasr Rijad plasował się także w latach 2002 oraz 2003.
Latem 2007 Al-Thagafi został wypożyczony na 1 sezon do Al-Ahli Dżudda, z którym uplasował się na 8. pozycji w ligowej tabeli. Po zakończeniu sezonu Saudyjczyk powrócił do An-Nassr.

## Kariera reprezentacyjna
W 2002 roku trener reprezentacji Arabii Saudyjskiej – Nasser Al-Johar powołał Al-Thagafiego do 23–osobowej kadry Mistrzostwa Świata w Korei Południowej i Japonii. Na mundialu Saudyjczycy nie zdobyli ani jednego punktu i odpadli w rundzie grupowej. Na mistrzostwach Al-Thagafi pełnił rolę rezerwowego i jako jeden z 5 piłkarzy w drużynie nie wystąpił w żadnym ze spotkań. Oficjalny debiut w reprezentacji swojego kraju piłkarz zanotował w 2004 roku. Łącznie dla zespołu narodowego zanotował 2 występy.